# Wicca-Jahreskreis

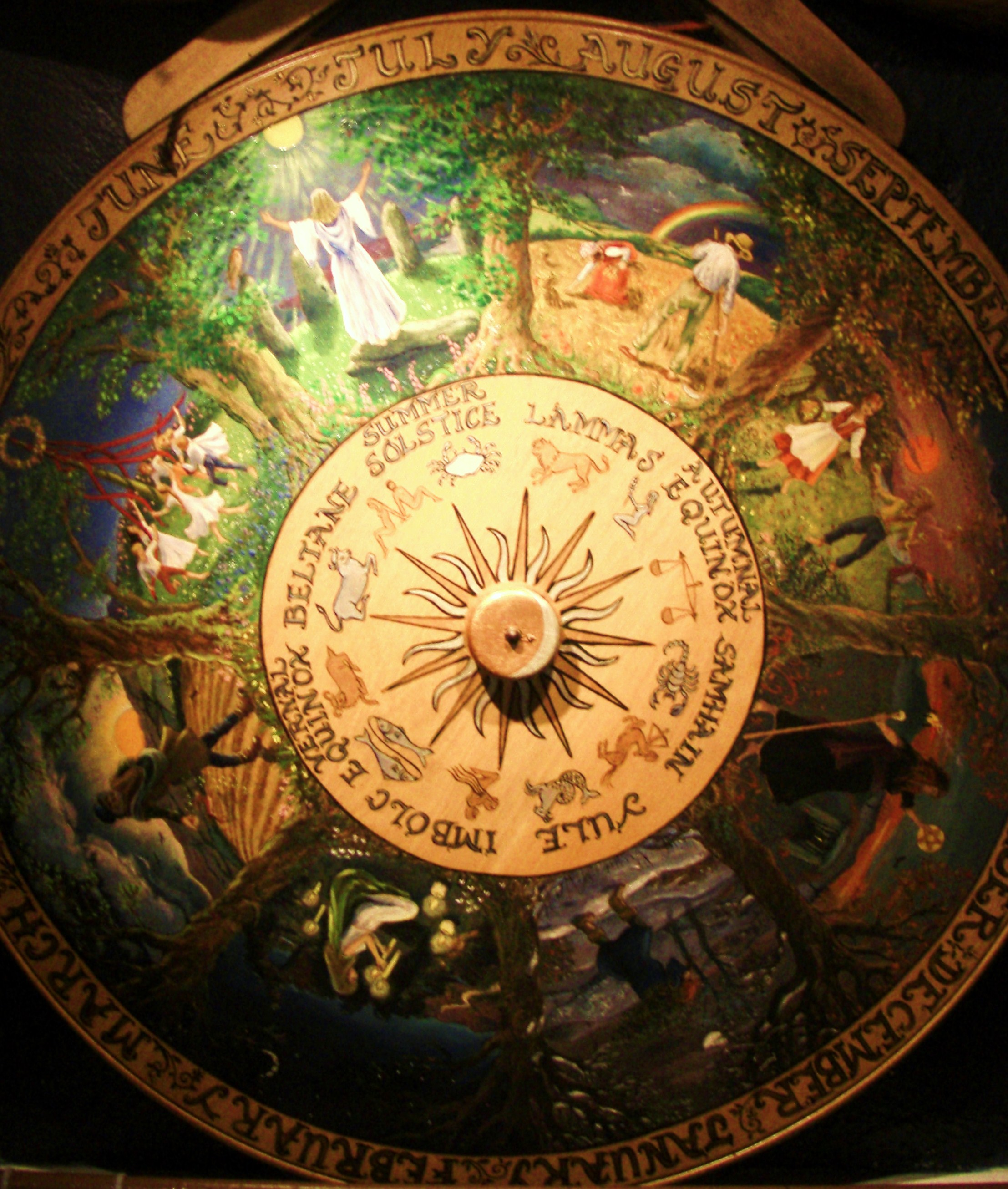
Jahresrad als Gemälde im Museum of Witchcraft, Boscastle

Der Wicca-Jahreskreis, auch Jahresrad genannt, bezeichnet das in der Wicca-Religion gebräuchliche System von acht jahreszeitlichen Festtagen, das den Zyklus von Werden und Vergehen in der Natur symbolisiert. Es hat große Ähnlichkeiten mit dem keltischen Jahreskreis, mit dem es eine lange wechselseitige Beeinflussung gegeben hat. Es ist eine moderne Verbindung der vier keltischen Hochfeste mit der Verehrung der Sonnenwenden und Tagundnachtgleichen, die von Neuheiden als frühgeschichtlichen oder germanischen Ursprungs vermutet werden, was mit Ausnahme der Wintersonnenwende (Jul) aber kaum historisch belegbar ist. Auch die Namen für zwei der Festtage (Litha und Mabon), sowie fast alle Rituale, sind moderne Neuschöpfungen.

## Der Wicca-Jahreskreis und die acht Hexenfeste
Der Wicca-Jahreskreis ist eine Allegorie, die den Wechsel der Jahreszeiten bzw. des Jahreslaufes innerhalb des Jahres beschreibt und von einem achtspeichigen Wagenrad (eng. "wheel of the year") symbolisiert wird. Dieses System der acht Feste (vier keltische Hoch- oder Feuerfeste und vier Sonnenfeste) ist in dieser Form den älteren heidnischen Kalendern unbekannt und ist eine neue Kombination verschiedener älteren Traditionen durch die Wicca-Religion.
Das Symbol des Jahresrades (mit vier Hochfesten: Samhain, Lugnasad, Imbolc und Beltane) ist vermutlich tatsächlich inselkeltischen Ursprungs. Noch ältere Wurzeln bei den steinzeitlichen und bronzezeitlichen Erbauern der Kreisgrabenanlagen und Steinkreise sind jedoch unter Historikern sehr umstritten, genauso wie die archäoastronomische und kalendarische Deutung dieser Bauten. Ob das Sonnensymbol des Radkreuzes aus der nordischen Bronzezeit etwas mit den vier Sonnenfesten zu tun hat, ist nicht geklärt.
Laut der Edda kannten die Nordgermanen nur drei große Jahresfeste, eines im Frühjahr, eines im Herbst (Winternacht oder Winterfinding) sowie Mittwinter (Jul, mit fraglicher Beziehung zur Wintersonnenwende), während die heute in Skandinavien so beliebten Sommersonnenwendfeiern wahrscheinlich römisch-christlichen Ursprungs sind (Johannesfeuer). Für eine rituelle Bedeutung oder Feier der Tagundnachtgleichen gibt es weder bei Kelten noch bei den Germanen historische Belege, allenfalls Feste, welche in deren Nähe verweisen (wie der Michaelistag und der Gertraudstag). Das Christentum hat Elemente heidnischen Ursprungs in seine Feste übernommen. So zum Beispiel den Tannenbaum, der in paganen Religionen nicht nur zur Wintersonnenwende verwendet wurde, sondern auch als Maibaum fungierte, den man mit bunten Fäden umwickelte, in den Farben des Lebens und der Fruchtbarkeit rot, grün und gold/gelb. Des Weiteren sind Volksbräuche, die den Bräuchen der christlichen Feiertage hinzugefügt wurden auch paganen Ursprungs. So sind die Eier und Hasen, die man zu Ostern versteckt, Symbole von Fruchtbarkeit und haben keinen christliche Ursprung.
In Wicca oder in den davon beeinflussten neopaganen Religionen, werden natürliche Prozesse als zyklisch angesehen. Der Zeitablauf innerhalb eines Jahres, aber auch die Entwicklung des Menschen von der Geburt bis zum Tod, werden daher ebenso als zyklisch angesehen. Diese Zyklen werden auch mit dem Tod und der Wiedergeburt des Gottes und der Fruchtbarkeit der Göttin in Verbindung gebracht.
Die acht Haupt-Feiertage, genannt Sabbats, richten sich nach dem Jahreslauf (die teils nach festen Daten, teils nach natürlichen oder astrologischen Ereignissen berechnet werden). Die Feste werden meistens im großen Stil wie eine "Party" gefeiert, ggf. gerne auch von mehreren Coven gemeinsam, falls ausreichend Platz dafür vorhanden ist. Der Jahreskreis beginnt der keltischen Tradition folgend mit Samhain, das als keltischer Neujahrsanfang gedeutet wird.
Neben den acht Sabbat-Festen gibt es die 13 Esbats, die zu Ehren der Göttin bei Vollmond (manchmal auch Schwarzmond) veranstaltet werden. Bei ihnen handelt es sich um magische Arbeitstage.

## Licht- / Feuer-Feste oder Große Sabbate
Die vier Feuerfeste gelten als die "höheren" Festtage und werden daher auch als Große Sabbate bezeichnet. Sie liegen jeweils in der Mitte zwischen zwei solaren Festen und werden deshalb auch als Kreuzviertel-Tage bezeichnet. Für die Bestimmung der genauen Daten der Dreiviertel-Tage gibt es je nach Tradition unterschiedliche Vorgehensweisen. Traditionellerweise werden die mit den Kalenden übereinstimmenden Daten verwendet, in anderen Traditionen werden diese auch kalendarisch genau zwischen den solaren Festen gefeiert:
- Samhain
- Imbolc
- Beltane
- Lughnasadh

## Sonnenfeste oder Kleine Sabbate

Radkreuz als Symbol für die Sonnenfeste

Die vier solaren Feste, die nach astronomischen Konstellationen des Sonnenstandes bestimmt werden, werden auch als Kleine Sabbate bezeichnet und sind:
- Litha, Sommersonnwende
- Jul, Wintersonnwende
- Ostara, Frühjahrstagundnachtgleiche
- Mabon, Herbsttagundnachtgleiche

## Hemisphären
Das Wicca typische Jahresrad hat seinen Ursprung auf der Nordhalbkugel. Auf der Südhalbkugel werden deshalb die einzelnen Feste meistens, entsprechend der umgekehrten Jahreszeiten, in umgekehrter Reihenfolge gefeiert, d. h. Jul im Juni zur dortigen Wintersonnenwende und Litha im Dezember zur dortigen Sommersonnenwende. Manche Wicca auf der Südhalbkugel behalten aber die Festtagstermine der Nordhalbkugel bei.

## Entwicklung des Wicca-Jahreskreises
In Gerald Gardners Bricket Wood Coven wurden ursprünglich nur die vier keltischen Hochfeste mit den ursprünglichen Namen Halloween (Samhain), Candlemas (Imbolc), Beltane und Lammas (Lugnasad) gefeiert, wobei Beltane als wichtigstes Fest angesehen wurde. Gegen 1958 begann der Coven auch die vier solaren, eher dem germanischen Kontext entstammenden Feste zu feiern. Dieses wurde von Gerald Gardner, der mit Ross Nichols (dem Gründer des Ancient Druid Order to found the Order of Bards, Ovates and Druids (OBOD)) befreundet war, ausdrücklich begrüßt, da im keltischen Neuheidentum auch die Sonnenwenden gefeiert wurden (im Gegensatz zu den historischen Kelten, die weder die Sonnenwenden noch die Tagundnachtgleichen feierten). In vielen neodruidisch orientierten neopaganen Religionen wurden daraufhin im Gegenzug die vier Wicca-Hochfeste aufgenommen und so in beiden Religionen die gleichen acht Feste gefeiert.

## Etymologie
Während die meisten Namen dieser Feste aus historischen keltischen und germanischen Bezeichnungen stammen, sind die Bezeichnungen Mabon und Litha Neuschöpfungen des Wicca-Autors Aidan Kelly, der diese Namen in den 1970er Jahren prägte. Die alternativen Bezeichnungen der Albane (z. B. Alban Eiler für Ostara und Alban Arthan für Jul) gehen auf den walisischen Autor Iolo Morganwg (= Edward Williams) zurück, dessen angebliche Wiederentdeckung alter druidischer Traditionen heute meistens als Erfindung angesehen wird. Das Wort Sabbat entstammt dem jüdisch-christlichen Kontext, wo es Ruhepause bedeutet. Abweichende Ableitungen schlugen Murray vor etwa vom französischen Wort "s'battre" (= wild feiern), oder nach Gerald Gardner (wohl auf der Grundlage von Jules Michelets Werk La Sorcière von 1862) von der phrygischen Gottheit Sabazius, die in der Antike mit dem griechischen Gott Dionysos gleichgesetzt wurde.

## Feste

### Übersicht

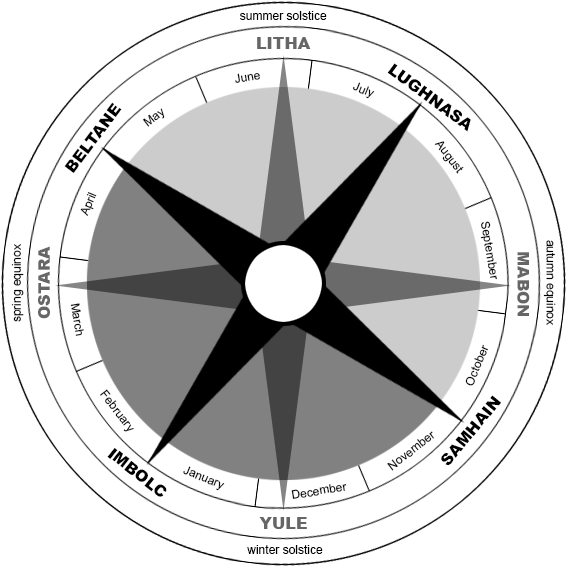
Die acht Sabbate auf einem Jahresrad

| Fest       | Datum                                          | Sonne im Zeichen |
| ---------- | ---------------------------------------------- | ---------------- |
| Samhain    | Nacht auf den 1. November                      | ≈ 15° ♏         |
| Jul        | 21. – 23. Dezember (Wintersonnenwende)         | 0° ♑            |
| Imbolc     | 1. (seltener 2.) Februar                       | ≈ 15° ♒         |
| Ostara     | 20. – 23. März (Frühlingstagundnachtgleiche)   | 0° ♈            |
| Beltane    | Nacht auf den 1. Mai                           | ≈ 15° ♉         |
| Litha      | 21. Juni (Sommersonnenwende)                   | 0° ♋            |
| Lughnasadh | 1. (seltener 2.) August                        | ≈ 15° ♌         |
| Mabon      | 21. – 24. September (Herbsttagundnachtgleiche) | 0° ♎            |

### Samhain
Samhain (ausgesprochen: „Sa-un“ oder „Sow-in“) (irisch Halloween, christl. Allerheiligen) wird am 31. Oktober und 1. November gefeiert. Es war ursprünglich das keltische Neujahrsfest und ist heute noch der erste Tag des Hexenjahres. An diesem Tag werden häufig Ritualgegenstände geweiht und neue Hexen initiiert. Da in dieser Nacht die Tore zur Anderswelt offen stehen sollten, wurden Schutzfeuer entzündet, um die Geister zu bannen. In dieser Nacht soll es auch möglich sein, mit den Seelen der Verstorbenen zu kommunizieren. Daher gilt Samhain auch als Totengedenktag der Hexen und ist das Schattenfest im Stregheria. Irische Einwanderer brachten diese Traditionen nach Amerika, wo es noch heute am 31. Oktober als Halloween gefeiert wird. Im Hexenglauben stirbt der gehörnte Gott an diesem Tag, doch die Göttin trägt bereits seinen Samen in sich.

### Jul
Jul (Mittwinter, Wintersonnenwende, Yule, Feill Fionnain im Pecti-Wita, Alban Arthan im Caledonii-Wicca, christl. Weihnachten) wird vom 20. bis zum 25. Dezember gefeiert – meistens am 21. Dezember, in der längsten Nacht des Jahres. Mit der Wintersonnenwende wird die Wiedergeburt des geopferten Jahresgottes bzw. der Tod des Stechpalmenkönigs (Gott des abnehmenden Jahres) und dessen Ablösung durch den Eichenkönig (Gott des zunehmenden Jahres) gefeiert. Traditionsgemäß werden in dieser Nacht zahlreiche Feuer und Kerzen entzündet, um die Rückkehr des Lichts herbeizubeschwören. Die Feierlichkeiten werden oft kurz vor Sonnenaufgang angesetzt, so dass das Aufgehen der Sonne wie eine Antwort auf die rituellen Bemühungen erscheint. Der Vorgang soll auch daran erinnern, dass auf jeden Tod eine Wiedergeburt folgt. Am Tag der Wintersonnenwende wird außerdem meist ein Yulestamm oder auch Julblock entzündet. Dieser soll, wenn man ihn am Brennen hält, dafür sorgen, dass das eigene Haus während den Rauhnächten geschützt ist. Viele christliche Traditionen stammen ursprünglich von diesem Fest ab (Mistelzweig, Dekoration eines Baumes mit Kerzen als Symbol der Rückkehr des Lichtgottes).

### Imbolc
Imbolc (ausgesprochen: „Imbolk“) (Brigid, Brigantia, Tag der Birgit, Lupercalia, Panfest, Oimelc, Fest der Fackeln, Día de la Candelaria in Mexiko, kathol. Mariä Lichtmess) wird am 1. und 2. Februar gefeiert. Es ist ein Fest der Reinigung und des Lichts und ist der Göttin Brigid (auch Bride, Brigitte, Bridget) gewidmet. Die Göttin ist zu dieser Zeit im Jahreszyklus eine Jungfrau. Im alten Rom wurde der Tag zu Ehren der Göttin Februa mit Fackel Festzügen und Kerzen als Zeichen der Reinigung und Sühne begangen. Manche Wicca setzen sich eine Krone mit brennenden Kerzen auf. Da der Tag die Kräfte der Sonne und des Feuers, und damit Licht und Inspiration symbolisiert, wird er gern für Initiationsrituale genutzt. Im katholischen Glauben wurde der Tag als Lichtmess übernommen – dem Tag, an dem die Kerzen geweiht werden.

### Ostara

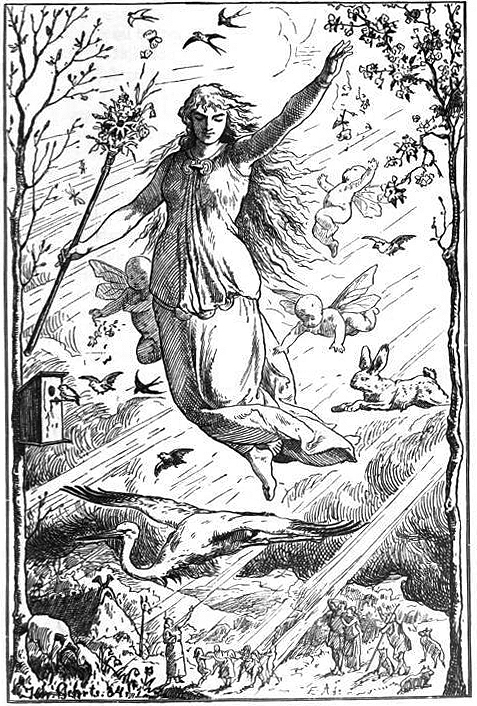
Darstellung der vermeintlichen Göttin Ostara von Johannes Gehrts

Ostara (Frühlingstagundnachtgleiche, Alban Eiler im Caledonii-Wicca, christl.-germ. Ostern) wird vom 20. bis zum 23. März gefeiert. Das Frühlingsfest symbolisiert die Zeit des Neuanfangs. Mit ihm im Zusammenhang stehen der Frühjahrsputz und die Frühlingsdiät (zur Reinigung und Entschlackung des Körpers), sowie die auch im Christentum praktizierte Tradition des Ostereieranmalens. In der Wicca-Religion bedeutet die gleiche Länge von Nacht und Tag, dass das Licht nun die Dunkelheit überholt und die Göttin erwacht und Fruchtbarkeit über die Erde bringt.
Bei den Germanen war dieser Tag möglicherweise einer Göttin (Ostara, Eostre oder Austro) gewidmet – Ostermond ist als altdeutscher Begriff für den gregorianischen April überliefert. Das Fest der entsprechenden Göttin stand daher wohl mit dem germanischen Hochfest im Ostermonat (April) in Verbindung, weswegen das germanische Ostara-Fest als eine junge Übernahme aus dem Wicca-Kalender ins germanische Brauchtum betrachtet werden kann. Außerdem ist umstritten, ob die von Jacob Grimm erschlossene Bezeichnung Ostara für eine historische germanische Göttin authentisch ist.

### Beltane

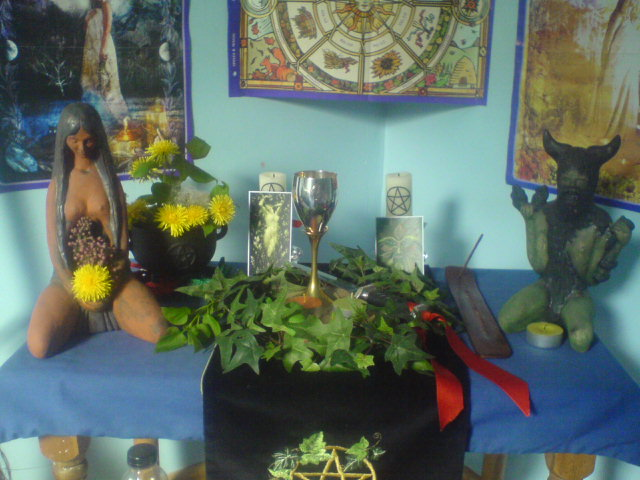
Wicca-Altar für Beltane

Beltane (ausgesprochen: „Bell-täin“) (Bealtinne im Caledonii-Wicca, Walpurgisnacht / Walburga im Wiccatru, Tana im Stregheria), eines der wichtigsten Feste, wird in der Nacht vom 30. April zum 1. Mai gefeiert. Man entzündet Beltane-Feuer (Maifeuer), um die Fruchtbarkeit der Göttin und ihre Vereinigung mit dem Gehörnten zu feiern. Die Verbindung des Maibeginns mit Fruchtbarkeit kennt nicht nur der Wicca-Kult: auch der traditionelle deutsche Maibaum wird als Phallussymbol gedeutet. Die Sexualität wurde zu diesem Fest als etwas natürliches angesehen. Im Zuge der Missionierung wurde im Mittelalter daraus die Walpurgisnacht gemacht, in der die Hexen sich angeblich auf dem Blocksberg versammelten, ihren Hexensabbat abhielten und mit dem Teufel buhlten.

### Litha
Litha (ausgesprochen: „Litta“) (Mittsommerfest bzw. Mittsommernacht im Wiccatru, Sommersonnenwende, Feill Sheathain im Pecti-Wita, Alban Hefin im Caledonii-Wicca, christl. Johannistag) wird zwischen dem 20. und 26. Juni gefeiert, weil am 21. Juni die Sonne an ihrem höchsten Punkt steht und diese Nacht somit die kürzeste des Jahres ist. Es wird um Freudenfeuer getanzt oder über Feuer gesprungen, um Fruchtbarkeit, Reinigung, Gesundheit und Liebe zu fördern. Das Christentum kennt den 24. Juni als Johannistag oder Johannisfest.

### Lughnasadh
Lughnasadh (ausgesprochen: „Luu-na-ssah“) (Lammas, Lúnasa, Conucopia im Stregheria, Thingtide im Wiccatru, Fest des Lichtgottes, Fest des Brotes, Schnitterfest, Kräuterweih, Fest des Wassers) wird am 1. und 2. August gefeiert. Ursprünglich wurde es nicht an genau diesem Datum gefeiert, sondern mit der ersten Reife, also der ersten Ernte. Es ist das Fest der Fülle und des Überflusses, bei dem man den Göttern mit Opfergaben für die blühende Natur und das reife Korn dankt und sie um eine reiche Ernte bittet. Neben Beltane diente auch dieses Fest dazu, menschliche Bindungen zu weihen. Der Name Lughnasadh bezieht sich auf den keltischen Lichtgott Lugh, der zum mythologischen Göttergeschlecht der Túatha Dé Danann zählt. Der alternative Name Lammas ist angelsächsisch-christlichen Ursprungs und daher im Wiccatum heute weniger gebräuchlich.

### Mabon
Mabon (ˈmeɪbən) (Herbsttagundnachtgleiche, Erntedankfest, Alban Elued bzw. Alban Elfed im Caledonii-Wicca, Winterfinding im Wiccatru) wird vom 20. bis zum 23. September gefeiert. Man feiert den Abschluss der Ernte, die Lughnasadh eingeleitet hatte. Der Bezeichnung Mabon für diesen Festtag ist modernen Ursprungs, gründet sich aber auf die walisische Sagengestalt Mabon fab Modron bzw. auf die keltische Gottheit Maponos.
Mabon ist das zweite Haupt-Erntefest. Es beginnt bei Sonnenuntergang an dem Tag, an dem die Sonne in das Tierkreiszeichen Waage eintritt.
Mittelpunkt des Festes ist eine üppige Mahlzeit, mit der man für die reiche Ernte dankt. Als Zeichen der Dankbarkeit wirft man drei Früchte zu Ehren der Kornmutter über die Schulter. Bei der Getreideernte bleibt die letzte Garbe zusammengebunden stehen oder wird überhaupt nicht geschnitten. Das Fest steht auch für den feierlichen Abschied vom Sommer und dient der innerlichen Vorbereitung auf den Winter. An diesem Tag wird innegehalten und darüber reflektiert, was im vergangenen Jahr geschehen ist, um sich für das kommende Jahr neu vorzubereiten. Zu einem Mabon-Mahl gehören in erster Linie Wild, Wein, Kuchen und alles, was man aus Äpfeln zubereiten kann.